# غراهام بيرسفورد باركنسون
غراهام بيرسفورد باركنسون (بالإنجليزية: Graham Beresford Parkinson)‏ هو عسكري نيوزيلندي، ولد في 5 نوفمبر 1896 في Mount Cook, Wellington ‏ في نيوزيلندا، وتوفي في 10 يوليو 1979 في كرايستشرش في نيوزيلندا.